# Olaf Spandolf

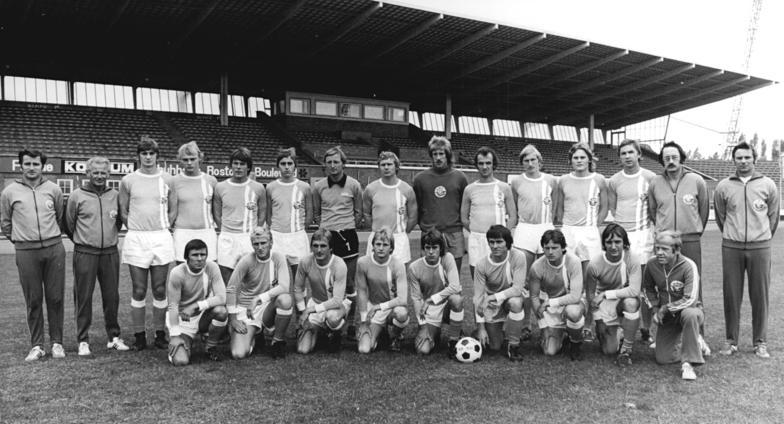
Olaf Spandolf (vornere Reihe, zweiter von links) mit F.C. Hansa Rostock im Jahr 1978

Olaf Spandolf (* 16. Januar 1958) ist ein ehemaliger deutscher Fußballspieler, der zwischen 1976 und 1982 für Hansa Rostock in der DDR-Oberliga aktiv war.

## Sportliche Laufbahn
Mit 13 Jahren trat Spandolf 1971 in die Kindermannschaft des FC Hansa Rostock ein. Er durchlief alle Nachwuchsklassen, ehe er in der Saison 1976/77 erstmals im Männerbereich eingesetzt wurde. Er war zunächst für die Nachwuchsoberliga vorgesehen, wo er alle Spiele bis zum 9. Spieltag als Mittelfeldspieler absolvierte. Am 6. November 1976 hatte er in der Begegnung FC Rot-Weiß Erfurt – FC Hansa (2:1) sein Debüt in einem Oberligapunktspiel als Einwechselspieler. Bis zum Saisonende kam 1,82 m große Spandolf auf insgesamt 13 Oberligaeinsätze, in denen er in der Regel in der Startelf stand und auch zu zwei Torerfolgen kam. Am Ende der Saison 1976/77 musste der FC Hansa in die DDR-Liga absteigen, schaffte aber den sofortigen Wiederaufstieg. Spandolf war daran mit 14 Einsätzen und vier Toren bei 22 Punkt- und acht Aufstiegsspielen beteiligt. Für die Spielzeit 1978/79 wurde Spandolf zwar für die 1. Mannschaft gemeldet, kam aber hauptsächlich in der Nachwuchsoberliga zum Einsatz. In der Oberliga spielte er nur zweimal.
Nachdem Hansa Rostock erneut die Klasse nicht halten konnte, spielte Spandolf vom September 1979 bis zum Mai 1981 beim DDR-Ligisten Schiffahrt/Hafen Rostock. Er bestritt dort insgesamt 40 Punktspiele und verhalf der Mannschaft 1981 zum Staffelsieg. Er nahm auch an den acht Aufstiegsspielen teil, als Vierter der Aufstiegsrunde verpasste Schiffahrt/Hafen jedoch den Aufstieg.
Zur Saison 1981/82 kehrte Spandolf wieder zum FC Hansa zurück, der inzwischen wieder in der Oberliga spielte. Bis zum 7. Spieltag wurde er regelmäßig als Libero eingesetzt, danach kam er nur noch am 10. und 11. Spieltag im Oberligateam zum Einsatz. Den Rest der Saison wurde er wieder in der Nachwuchsoberliga aufgeboten.
Nach Saisonende wurde Spandolf im Paket mit seinen Mannschaftskameraden Uwe Bloch, Bodo Klüßendorf und Karsten Wenzlawski vom FC Hansa im Sommer 1982 wieder zurück zu Schiffahrt/Hafen Rostock delegiert. Da er nicht mehr unter der besonderen Förderung eines Sportklubs stand, wurde Spandolf schon nach acht Punktspieleinsätzen im November 1982 zu einem einjährigen Reservedienst bei der Volksarmee eingezogen. Während dieser Zeit spielte er ebenfalls in der DDR-Liga bei der Armeesportgemeinschaft (ASG) Vorwärts Neubrandenburg und absolvierte dort 21 Punktspiele. Es folgten weitere zwei kurze Stationen beim drittklassigen Bezirksligisten BSG KKW Greifswald (bis Juni 1985) und bei Stahl Eisenhüttenstadt (bis Dezember 1985). Letzte Station im überregionalen Fußball war ab Januar 1986 die ISG Schwerin. Ihr verhalf Spandolf zum Aufstieg in die DDR-Liga, in der er in der Saison 1986/87 33 der 34 durchgeführten Punktspiele bestritt. Am Saisonende stieg er mit der ISG wieder in die Bezirksliga ab.
Ein gestellter Ausreiseantrag in den Westen begrub Ende der 1980er-Jahre Spandolfs Fußballerkarriere. Er arbeitete im Anschluss seiner sportlichen Laufbahn mehrere Jahrzehnte bei BMW in Bayern und fungierte zu Hansas Bundesligazeiten als Scout im süddeutschen Raum für die Ostseestädter.

## Stationen im Überblick
- 07/1971–06/1979: Hansa Rostock
- 09/1979–05/1981: BSG Schiffahrt/Hafen Rostock
- 07/1981–06/1982: Hansa Rostock
- 0/71982–10/1982: BSG Schiffahrt/Hafen Rostock
- 11/1982–10/1983: ASG Vorwärts Neubrandenburg
- 11/1983–06/1985: BSG KKW Greifswald
- 07/1985–12/1985: BSG Stahl Eisenhüttenstadt
- 01/1986– ... : ISG Schwerin